# Adriana Casademont i Ruhí
Adriana Casademont i Ruhí (Girona, 1958) és una empresària catalana, filla de Jaume Casademont i Perafita i Teresa Ruhí i Mompió.

## Biografia
Es llicencià en Ciències Empresarials a la Universitat Autònoma de Barcelona i en Comunicació i Relacions Públiques a la Universitat de Girona. Posteriorment ha estudiat marketing estratègic a ESADE, Alta Direcció d'Empreses a l'IESE i ha assistit a seminaris i cursos d'alimentació i d'indústria càrnia.
Va ocupar els càrrecs de vicepresidenta i consellera delegada de l'empresa familiar Indústries Càrnies Casademont, fundada pel seu pare el 1967. També és membre de l'Institut de l'Empresa Familiar, del Cercle d'Economia i de la comissió de Comerç exterior de la Cambra de Comerç de Girona. Ha estat consellera del Consell Assessor per al Desenvolupament Sostenible de Catalunya. El 2009 li fou atorgada la Creu de Sant Jordi per la Generalitat de Catalunya.
Consellera de la multinacional espanyola MAPFRE des del 9 març 2013.
Des del 2022 és presidenta d'Acció Solidària Contra l’Atur.